# Laskarina Bouboulina
Laskarina Pinoci, bolj znana kot Bouboulina (grško Λασκαρίνα (Μπουμπουλίνα) Πινότση; grška mornariška poveljnica, * 1771, Konstantinopel, 22. maj 1825, otok Speces
Bouboulina je bila grška mornariška poveljnica v grški vojni za neodvisnost leta 1821. Velja za prvo žensko, ki je dosegla čin admirala.
Rodila se je leta 1771 v Konstantinoplu. Njen oče je bil Stavrianos Pinocis, Arvanit iz otoka Hidra, mati pa Skevo Kokkini, potomka bizantinske družine Kokkinis. V mladosti se je začela zanimati za plovbo, pri čemer jo je podpiral njen očim, ki je imel odprt pogled na izobraževanje žensk. Dvakrat je ovdovela in od drugega moža podedovala veliko premoženje. Kasneje naj bi se pridružila tajni organizaciji Filikí Etería, ki si je prizadevala za neodvisnost Grčije od Osmanskega cesarstva, pri čemer je bila ena redkih žensk članic. Po izbruhu vojne za grško neodvisnost je Bouboulina poveljevala floti ladij Speces. Njene ladje so sodelovale v več pomembnih bitkah, zlasti pri obleganju mesta Navplij.
Po porazu njene politične skupine v grški državljanski vojni leta 1824 je bila za kratek čas zaprta in nato izgnana na Speces. Umrla je 22. maja 1825 med družinskim sporom.

## Biografija

### Zgodnje življenje
Bouboulina se je rodila leta 1771 v Konstantinoplu. Bila je hči Stavrianosa Pinocisa, kapitana z otoka Hidra, in njegove žene Skevo (Paraskevi) Kokkini, potomke ugledne bizantinske družine Kokkinis; velik del te družine je živel na otoku Zakintos. Po očetovi strani je izvirala iz lokalnega avtohtonega prebivalstva Arvanitov otoka Hidra.  Oče je bil zaprt zaradi sodelovanja v neuspelem Orlovem uporu (1769–1770) – proti osmanski oblasti, kmalu po rojstvu njegove hčere. Njen oče je kmalu zatem umrl, mati pa se je z Bouboulino vrnila na Hidro. Ko je bila Bouboulina stara štiri leta, se je družina preselila na otok Speces. Njena mati se je kasneje poročila s Dimitriosom Lazaroujem-Orlovom. Ta je svojemu priimku dodal »Orlov«, da bi počastil svojo udeležbo v Orlovem uporu in v znak zvestobe Rusiji. Bouboulina je odraščala s polbrati in polsestrami. V mladosti je rada plavala, lovila ribe, jahala, jadrala in pela kleftske pesmi. Njen očim  jo je spodbujal pri zanimanju za pomorstvo, kar je presegalo takratne družbene norme. To odločitev so pozneje povezovali z njegovim občudovanjem ruske cesarice Katarine Velike. Doma so imeli veliko knjig iz obdobja razsvetljenstva, med drugim tudi knjige Friedricha von Schillerja in Voltaira.
Poročila se je s kapitanom Dimitriosom Yiannouzasom s katerim je imela tri otroke; utopil se je med bitko proti alžirskim piratom. Kasneje se je ponovno poročila z bogatim ladjarjem in kapitanom Dimitriosom Bouboulisom ter prevzela njegov priimek. Tudi on je umrl v bitki proti alžirskim piratom 10. maja 1811 ob obali otoka Lampedusa. Po njegovi smrti je Bouboulina podedovala njegovo premoženje in prevzela trgovsko podjetje. Kupila je deleže v drugih ladjah Speces. Leta 1814 je odpotovala v Konstantinopel. Leta 1816 so Osmani želeli zaseči njeno premoženje. Trdili so, da bi ji ga morali odvzeti, ker se je njen mož Bouboulis v zadnji rusko-turško vojni boril na strani Rusije. Bouboulina se je vrnila v Konstantinopel in poiskala pomoč ruskega veleposlanika in Nakşidil Sultan (Valide Sultan). Slednji je uspelo prepričati osmansko oblast, da so Bouboulini dovolili obdržati njeno premoženje.
Leta 1818 je Bouboulino obiskal nacionalistični duhovnik Papaflessas. Po tem srečanju je odšla na svoj tretji obisk Konstantinopla. Bouboulina se je pridružila Filiki Etaireia, tajne organizacije, ki je pripravljala Grčijo na revolucijo proti osmanski oblasti. Verjetno je bila ena redkih žensk v tej organizaciji, vendar ni navedena v zgodovinskih seznamih članov. Ko se je vrnila na okok Speces, je naročila gradnjo ladje, ki je bila večja, kot so to dopuščali osmanski predpisi. Osmani so poslali admirala Husseina, da preveri, ali Bouboulina spoštuje osmansko pravo. Bouboulina ga je podkupila in Hussein je podpisal poročilo, v katerem je navedeno, da gre za ladjo na dolge razdalje, namenjeno trgovini. Ladja Agamemnon je bila oborožena z 18 topovi in je postala prva vojaška ladja v sodobni Grčiji.

### Grška vojna za neodvisnost
Ob izbruhu grške osamosvojitvene vojne je Bouboulina z ladjo Agamemnon, ki ji je poveljeval njen sin Yiannis Yiannouzas, odplula v Navplij, skupaj z drugo ladjo, ki ji je poveljeval njen polbrat Manolis Lazarou-Orlov, in 4. aprila 1821 so začeli s pomorsko blokado mesta. Bouboulina in Staikos Staikopoulos sta nato zaprosila Speciote, da so poslali še sedem ladij, da bi pomagali pri obleganju. Bouboulina je uživala velik ugled med revolucionarji, ki so ji dali vzdevka Kapetanissa (kapitanka) in Kyra (gospa). 10. aprila so oblegani Osmani izkoristili dejstvo, da so grški stražarji praznovali pravoslavno veliko noč, in prekinili obleganje. Bouboulina se je nato izkrcala v Myloiju in na konju odpotovala v Argos, kjer je lokalnim upornikom priskrbela denar in strelivo. V Argosu je sodelovala na konferenci lokalnih vojaških poveljnikov in kodžabašev, kjer so Grki sprejeli odločitev, da nadaljujejo obleganje Navplija.
Obleganje Navplija se je nadaljevalo, dokler uporniki niso opazili  da je Kehaya Bey pripeljal svojo vojsko do Korinta, da bi rešil oblegane. Yiannis Yiannouzas je nato zbral čete iz Argosa, Specesa in Kranidija,da bi preprečil napredovanje Kehaya Beya. V bitki, ki je sledila, je bil ubit maja 1821 pred Argosom. Bouboulina je odšla na bojišče, da bi prevzela sinove posmrtne ostanke, ki je bil po bitki obglavljen. Po besedah nizozemskega konzula Taitbout de Marigny naj bi med pogrebno slovesnostjo osebno usmrtila tri osmanske ujetnike. Po neuspelem poskusu zavzetja Argosa ali njegovega požiga (po Kolokotronisu), je Kehaya Bey okrepil Navplijevo garnizon in odšel v Tripoli. Bouboulina je nato nadaljevala pomorsko blokado Navplija. Maja 1821 je z ladjo Agamemnon blokirala Monemvazijo, medtem ko je preostali del flote Speciot ostal pred obalo Navplija.  Garnizon Monemvazije se je predal 25. julija, istočasno pa je druga njena ladja oskrbela Galaxidi. Govorice o njenih podvigih so se razširile izven Grčije in številni tuji filheleni so si želeli srečati z njo. Med enim takim srečanjem v Astrosu ji je tuji prostovoljec (Maurice Persat) pokazal litografijo z njeno podobo, ki jo je kupil v Parizu. Podoba, ki je bila močno romantizirana in netočna, jo je spravila v smeh.
Septembra 1821 je prispela v Tripoli, ki so ga oblegale čete generala Theodorosa Kolokotronisa. Osmani so bili tik pred predajo in so zaprosili za varen izhod iz mesta za lokalne uradnike skupaj z njihovimi haremi ter izpustitev številnih ujetnikov. 18. septembra je Kolokotronis sklical sestanek svojih častnikov, da bi razpravljali o predlaganih pogojih. Bouboulina je aktivno sodelovala pri pogajanjih in na zahtevo Valide Sultan posredovala, da bi rešila življenja žensk iz Hursitovega harema. Kolokotronis je dovolil, da iz mesta odidejo samo uradniki albanskega porekla. Tri dni kasneje je mesto padlo v roke Grkov, ki so pobili lokalno muslimansko prebivalstvo in izropali njihovo posest. Bouboulino so kasneje obtožili, da je sodelovala pri ropanju (kar je bila običajna praksa v grškem in osmanskem vojskovanju tistega časa). Po padcu Tripolisa se je Bouboulina vrnila v Navplij, da bi osebno nadzorovala njegovo blokado.
Decembra 1821 je sodelovala je v pomorskem delu neuspelega napada na Navplij.
22. novembra 1822  so Osmani predali trdnjavo Palamidi. Kasneje, 3. decembra 1822, so dovolili otomanskemu prebivalstvu Navplija varen odhod v Malo Azijo, mesto pa je bilo predano Grkom. Bouboulina je bila imenovana v eno od komisij, ki so bile zadolžene za razdeljevanje premoženja muslimanskega prebivalstva Navplija. Po poročilih naj bi svoj položaj izkoristila za osebno korist.
Bouboulina se je nato preselila v hišo v Navpliju. Kmalu zatem je svojo hčer Eleni Boubouli dala v zakon s Kolokotronisovim sinom Panosom Kolokotronisom. Panos Kolokotronis je postal poveljnik garnizona v Navpliju, s čimer je Bouboulina postala ena najvplivnejših osebnosti v mestu in širši regiji.
Bouboulina je ostala v Navpliju do državljanske vojne leta 1824. V konfliktu je podpirala stran generala Kolokotronisa. Po sporazumu, s katerim se je končala prva državljanska vojna, je P. Kolokotronis 7./19. junija predal trdnjavo in se pridružil očetu v Karytaini Vprašanje, kako ravnati z Bouboulino, je razkrilo vse večja nesoglasja med člani zmagovalne vladne frakcije: predsednik Koundouriotis je zahteval njeno izgnanstvo iz Navplija, medtem ko sta Zaimis in Londos poskušala posredovati v njeno korist, a brez uspeha. Njena hiša v Navpliju je bila zaplenjena, ona pa se je bila prisiljena vrniti na otok Speces. Na otoku so jo njeni politični nasprotniki za krajši čas zaprli zaradi lažnih obtožb o čarovništvu in krivoverstvu, a so jo kasneje izpustili.
22. novembra 1824, med drugo državljansko vojno, je bil Panos Kolokotronis bodisi (po nasprotujočih si interpretacijah) umorjen bodisi ubit v bitki s strani sil zvestih vladi. Po njegovi smrti je njegov oče, general Theodoros Kolokotronis, želel svojo snaho Eleni (Bouboulinino hčer) poročiti z nekom po svoji izbiri. Vendar jo je Bouboulina skrivaj odpeljala nazaj k sebi. To je morda storila zato, da bi Eleni poročila z vojaškim poveljnikom s severa Theodorom Grivasom, s katerim bi si zagotovila politično zavezništvo, ali pa zato, ker sta Eleni in Grivas že imela zunajzakonsko razmerje. Po končnem porazu svoje politične frakcije v drugi državljanski vojni je bil Theodoros Kolokotronis februarja 1825 zaprt.

### Smrt
Hčerka iz družine Kouci in njen sin Georgios Yiannouzas sta pobegnila, potem ko so jo njeni družinski člani silili, da se zaroči z moškim, ki ga ni marala. Bouboulina je podprla sinovo odločitev. 22. maja 1825 so oboroženi člani družine Koucis prišli  pred Bouboulinino hišo. Ko je Bouboulina stopila na balkon, da bi se soočila z njimi, jo je eden izmed oboroženih napadalcev ustrelil.

## Zapuščina
Nekaj dni po njeni smrti ji je ruska delegacija podelila častni čin admiralke ruske mornarice ki ga je podelil ruski car Aleksander I., s čimer je verjetno postala prva ženska v svetovni pomorski zgodovini s tem nazivom. Leta 2018 je v grški mornarici prejela naziv kontraadmirala (grški izraz: navarh).
Bouboulina je bila upodobljena na hrbtni strani grškega bankovca za 50 ₯ iz leta 1978 in kovanca za 1 ₯ iz leta 1988–2001  Kip Boubouline, ki ga je izklesala Natalia Mela-Konstantinidou, se nahaja v Specesu. Doprsni kip Boubouline, ki ga je ustvaril Lazaros Lameras, se nahaja v Tinosuu, njegova kopija pa v Pedion tou Areos. Na stičišču ulic Bouboulinas in Emmanouil Sofroni v Navliju je tudi njen doprsni kip. Grški dramski film Bouboulina z Irene Papas v glavni vlogi je izšel leta 1959, režiral in napisal ga je Kostas Andricos. Dokumentarni film, ki temelji na izmišljeni pripovedi o njenem življenju in dejanjih, The Brave Stepped Back: The Life and Times of Laskarina Bouboulina, je bil izdan leta 2005 in je debitiral na festivalu Armata v Specesu. 
Lela Karagianni (včasih zapisana kot Karayanni ali Carayannis), vodja grške odporniške celice Bouboulina med drugo svetovno vojno, je bila njena pravnukinja.